# 11e étape du Tour de France 1914
Pour un article plus général, voir Tour de France 1914.
La 11e étape du Tour de France 1914 s'est déroulée le samedi 18 juillet.
Les coureurs relient Grenoble, dans l'Isère, à Genève, en Suisse, au terme d'un parcours de 325 kilomètres.
Le Français Gustave Garrigou gagne l'étape, tandis que le coureur belge Philippe Thys conserve la tête du classement général.

## Déroulement de la course
Au cours de cette étape, Henri Pélissier place une attaque dans l'ascension du col du Galibier. Un temps distancé, Thys le rejoint finalement, aidé par Gustave Garrigou qui s'impose à Genève. Le classement général ne subit aucune modification majeure.

## Classements

### Classement de l'étape
| \| Classement de l'étape \| Classement de l'étape \| Classement de l'étape \| Classement de l'étape \| Classement de l'étape \| \| Coureur \| Coureur \| Pays \| Équipe \| Temps \| \| --------------------- \| --------------------- \| --------------------- \| ----------------------- \| --------------------- \| \| 1er \| Gustave Garrigou \| France \| Peugeot-Wolber \| 12 h 29 min 06 s \| \| 2e \| Henri Pélissier \| France \| Peugeot-Wolber \| + 0 s \| \| 3e \| Philippe Thys \| Belgique \| Peugeot-Wolber \| + 0 s \| \| 4e \| Paul Duboc \| France \| La Française-Hutchinson \| + 11 min 36 s \| \| 5e \| Jean Alavoine \| France \| Peugeot-Wolber \| + 16 min 38 s \| \| 6e \| Jean Rossius \| Belgique \| Alcyon-Soly \| + 16 min 38 s \| \| 7e \| Hector Tiberghien \| Belgique \| Peugeot-Wolber \| + 16 min 38 s \| \| 8e \| Henri Devroye \| Belgique \| Armor-Soly \| + 16 min 38 s \| \| 9e \| François Faber \| Luxembourg \| Peugeot-Wolber \| + 31 min 27 s \| \| 10e \| Firmin Lambot \| Belgique \| Peugeot-Wolber \| + 32 min 30 s \| |                   |            |                         |                  |
| |                   |            |                         |                  |
| |                   |            |                         |                  |
| Classement de l'étape |                   |            |                         |                  |
| Coureur | Coureur           | Pays       | Équipe                  | Temps            |
| 1er | Gustave Garrigou  | France     | Peugeot-Wolber          | 12 h 29 min 06 s |
| 2e | Henri Pélissier   | France     | Peugeot-Wolber          | + 0 s            |
| 3e | Philippe Thys     | Belgique   | Peugeot-Wolber          | + 0 s            |
| 4e | Paul Duboc        | France     | La Française-Hutchinson | + 11 min 36 s    |
| 5e | Jean Alavoine     | France     | Peugeot-Wolber          | + 16 min 38 s    |
| 6e | Jean Rossius      | Belgique   | Alcyon-Soly             | + 16 min 38 s    |
| 7e | Hector Tiberghien | Belgique   | Peugeot-Wolber          | + 16 min 38 s    |
| 8e | Henri Devroye     | Belgique   | Armor-Soly              | + 16 min 38 s    |
| 9e | François Faber    | Luxembourg | Peugeot-Wolber          | + 31 min 27 s    |
| 10e | Firmin Lambot     | Belgique   | Peugeot-Wolber          | + 32 min 30 s    |

### Classement général
| \| Classement général \| Classement général \| Classement général \| Classement général \| Classement général \| \| Coureur \| Coureur \| Pays \| Équipe \| Temps \| \| ------------------ \| ------------------ \| ------------------ \| ------------------ \| ------------------ \| \| 1er \| Philippe Thys \| Belgique \| Peugeot-Wolber \| 148 h 18 min 30 s \| \| 2e \| Henri Pélissier \| France \| Peugeot-Wolber \| + 34 min 27 s \| \| 3e \| Jean Alavoine \| France \| Peugeot-Wolber \| + 1 h 04 min 28 s \| |                 |          |                |                   |
| |                 |          |                |                   |
| |                 |          |                |                   |
| Classement général |                 |          |                |                   |
| Coureur | Coureur         | Pays     | Équipe         | Temps             |
| 1er | Philippe Thys   | Belgique | Peugeot-Wolber | 148 h 18 min 30 s |
| 2e | Henri Pélissier | France   | Peugeot-Wolber | + 34 min 27 s     |
| 3e | Jean Alavoine   | France   | Peugeot-Wolber | + 1 h 04 min 28 s |